# Ogawa Kazumasa
Pour les articles homonymes, voir Ogawa.
Ogawa Kazumasa est un nom japonais traditionnel ; le nom de famille (ou le nom d'école), Ogawa, précède donc le prénom (ou le nom d'artiste).
Ogawa Kazumasa (小川 一眞, 29 septembre 1860 - 6 septembre 1929), aussi connu sous le nom de Ogawa Kazuma ou encore de Ogawa Isshin, est un photographe, imprimeur et éditeur japonais, pionnier de la photographie et de l'imprimerie photomécanique.

## Biographie
Ogawa est né à Saitama chez les samouraïs du clan Matsudaira. À quinze ans, il commence à étudier la photographie, notamment les procédés à base de collodion humide auprès de Yoshiwara Hideo ainsi que l'anglais grâce au missionnaire américain James Ballagh. En 1880, il s'installe à Tokyo pour parfaire sa maîtrise de l'anglais. L'année suivante, Ogawa est embauché comme interprète au département de la police de Yokohama, tout en apprenant la photographie auprès de Shimooka Renjō.
En 1877, il ouvre un studio à l'actuelle Tomioka dans la préfecture de Gunma où il se sert de matériel usagé afin de prendre en majorité des portraits de façon amateur. Malgré son manque de moyen technique et de formation dans ce domaine, il produira des portraits de bonne qualité.
Par la suite, il ferme son studio il entreprend un voyage aux États-Unis. Il embarque en 1882 à bord de l'USS Swatara.
En 1883, il emménage à Boston où il apprend le portrait photographique avec Ernest Ferdinand Ritz (en) et Georges F. Hastings. Il apprit  le procédé de la plaque sèche auprès de John Carbutt à Philadelphie. Il étudia aussi la phototypie à la Albert Type Company.
Après son retour au Japon en 1884, il ouvrit un studio photographique, le Gyokujunkan 玉潤館  à Iidabashi (Kōjimachi), qui est le premier de Tokyo.
Quatre ans plus tard, financé par Kajima Seibei et épaulé par le photographe écossais William Burton, il fonda la Tsukiji Kampan Seizō Kaisha (築地乾板製造会社) qui fabriquait des plaques sèches pour les photographes, cette manufacture fermera ses portes en 1891, faute de financement suffisant.
En 1886, il va travailler pour l'armée au sein du département d'enquête de terrain, puis en 1888, il sera commissionné par le gouvernement afin de recenser et photographier les bien culturels du Japon. Les clichés qu'il va prendre avec son équipe seront reproduits dans ses futures productions telles que les revues sur l'art.
En 1889, il ouvrit le premier atelier de phototypie du Japon, l'Ogawa Shashin Seihan jo (小川写真製版所), aussi appelé Usine d'impression K. Ogawa. La même année, Ogawa fut éditeur pour Shashin Shinpō (写真新報, lit. Journal de photographie), le seul journal photographique de cette époque, ainsi que pour le magazine Kokka (国華, lit. Fleur nationale). Il imprima ces deux magazines avec le procédé de la phototypie.
Ogawa est un membre fondateur de la Société photographique japonaise, qui réunissait les photographes amateurs de tous les coins du Japon. En 1891, il fut chargé de prendre en photos les 100 plus belles geishas de Tokyo, pour commémorer l'ouverture du Ryōunkaku (le premier gratte-ciel du Japon).
Il est nommé en 1904 chef du département de photographie de l'état-major de l'Armée impériale japonaise, tout en restant à la tête de sa maison d'édition ; il publie 32 fascicules en japonais et en anglais reproduisant en similigravure des photographies prises sur le front pendant la guerre russo-japonaise de 1904-1905 ; une photographie montrant des corps de soldats japonais tués dans le premier fascicule est censurée par l'apposition d'un papier cachant la scène.